# Vlam-in-de-pan

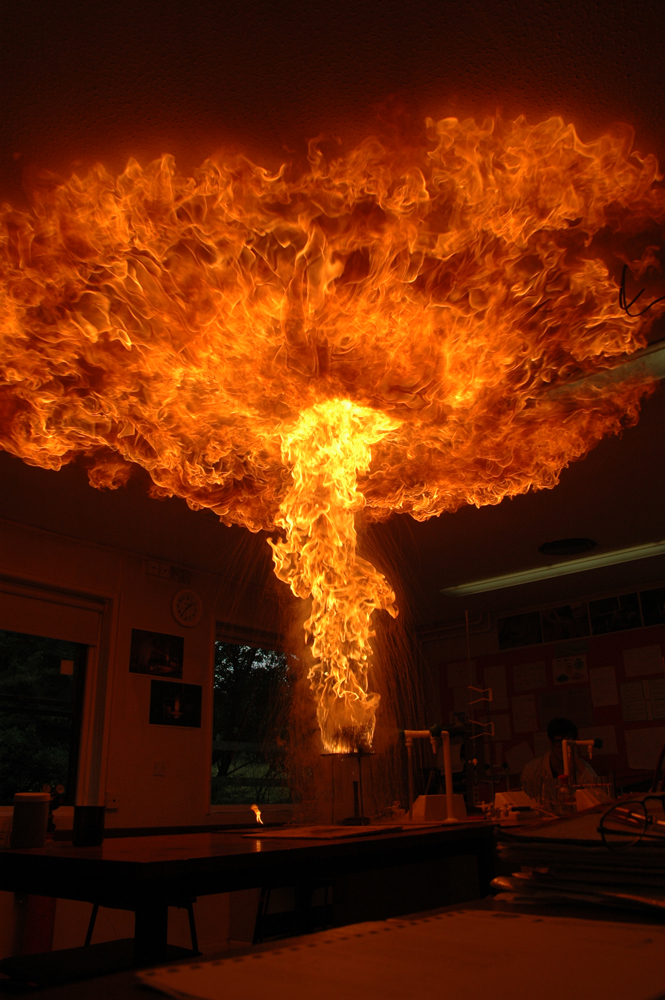
Een stalen beker met was wordt boven een bunsenbrander opgewarmd tot die ontbrandt, waarna een kleine hoeveelheid water in de beker wordt gegoten. Het gevolg is een vuurbal met kleine brandende deeltjes was

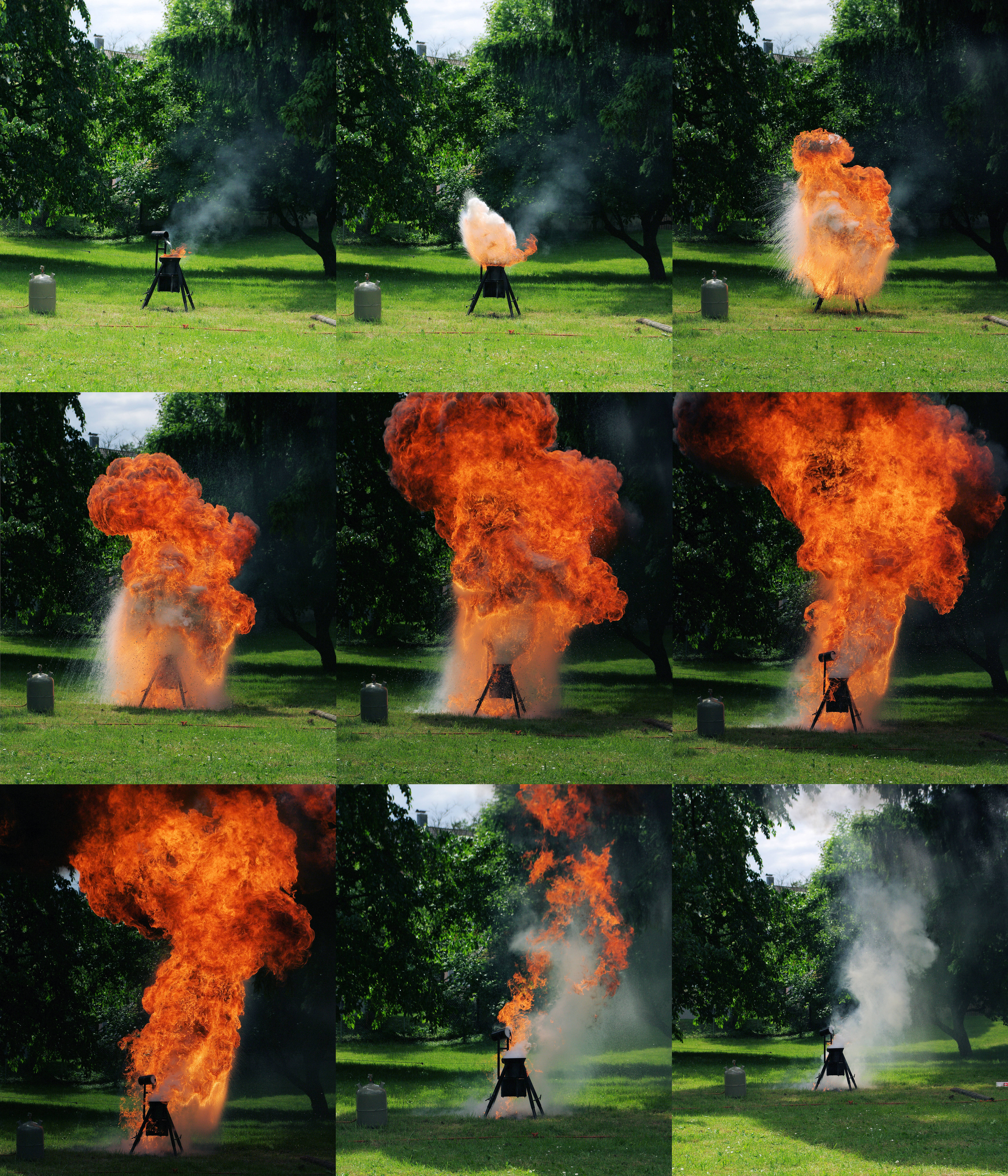
Brandweerlieden simuleren boilover om de risico's te tonen. Lengte van de reeks 2.4 seconden. Het was 1 kg bakolie en 1 liter water

Vlam-in-de-pan is het verschijnsel waarbij hete (kokende) olie in een pan in brand vliegt. De ontsteking gebeurt doorgaans door het overkoken, waarbij de olie in contact komt met de warmtebron onder de pan. De olie kan echter ook de zelfontbrandingstemperatuur bereiken (ongeveer 320 °C) en spontaan ontbranden. Het verschijnsel kan ook voorkomen als een frituurpan oververhit raakt.

## Blussing
De beste manier van blussing is het wegnemen van de zuurstof uit de branddriehoek. Een deksel is een geschikt middel om de olie af te sluiten. Eventueel kan men in noodgevallen zelfs een stevig dienblad gebruiken. Het is daarom aan te raden om bij het koken met olie altijd een deksel of dienblad in de buurt te hebben. Brandblusschuim kan weliswaar gebruikt worden, maar ook hier ontstaat het gevaar van stoomvorming bij zinkende waterdeeltjes uit het schuim. Brandblussers klasse F zijn bedoeld om frituurbranden te blussen, maar zijn vaak alleen in professionele keukens aanwezig. Deze blussers bevatten middelen die mengen met het vet en er een onbrandbare substantie van maken.
Na het wegnemen van de zuurstof moet het vuur onder de pan uitgedraaid worden (bij inductie of elektriciteit moet de kookplaat worden uitgeschakeld) en moet de pan geheel afkoelen voordat het deksel of de blusdeken verwijderd wordt. Het toelaten van zuurstof kan voor herontsteking zorgen. 
Bij een brandende frituurpan is het belangrijk dat de stekker uit het stopcontact wordt getrokken en indien nodig de afzuigkap wordt aangezet. Daarna dient de brand met een vetbrandblusser te worden geblust. Ook hierbij geldt dat het apparaat volledig moet afkoelen voordat het weer gebruikt kan worden.

## Gevaar
Brandende olie mag nooit met water geblust worden. Doordat het water bij contact met de hete olie onmiddellijk gaat koken, ontstaat in de olie een stoomwolk. Deze stoomwolk verspreidt fijne oliedeeltjes in de lucht en er ontstaat een uiterst brandbaar mengsel. Olie heeft een vrij grote soortelijke warmte en de brandende of hete oliedeeltjes zullen dan ook snel brandwonden veroorzaken.
Een tweede gevaar is de neiging van mensen om een brandende pan te verplaatsen naar een locatie buiten het pand. De hete vloeistof kan over de rand van de pan klotsen en de drager zwaar verwonden.
Een schematisering van het proces dat leidt tot een ontbranding van een stoom/oliewolk:

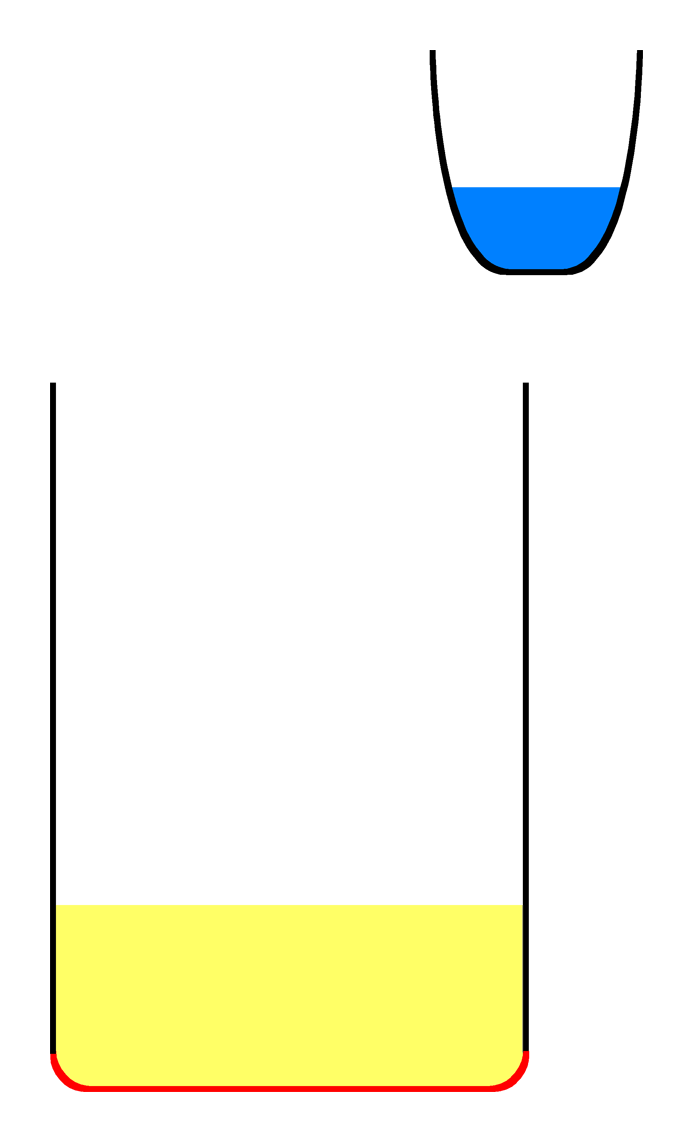
Olie wordt zo heet, dat die spontaan ontbrandt
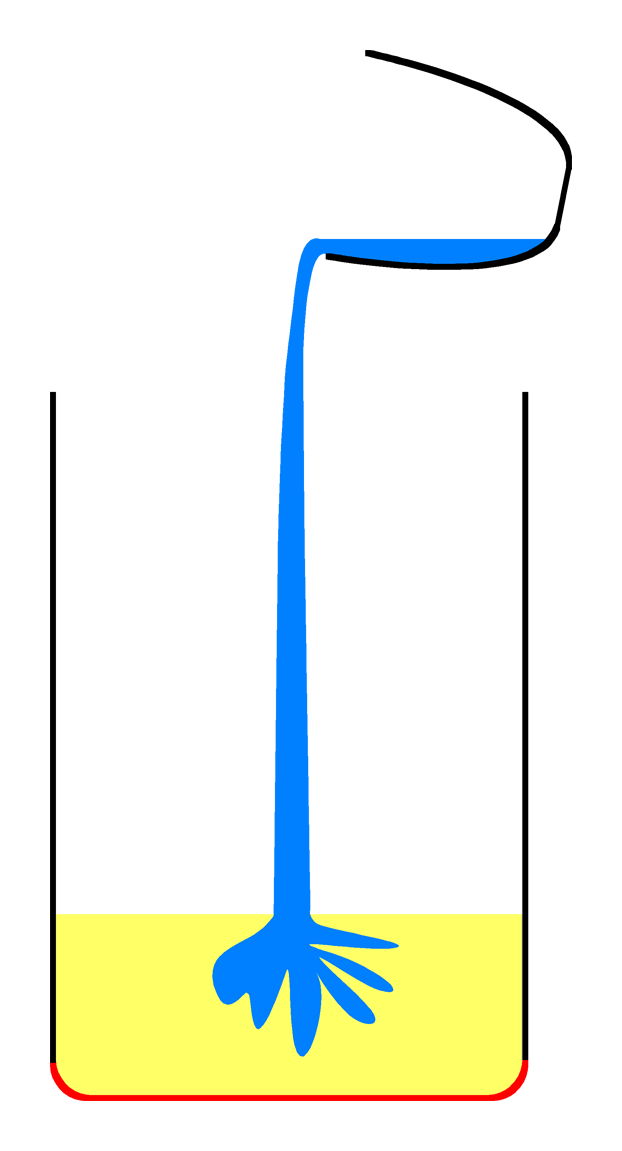
Water wordt in de pan met olie gegoten
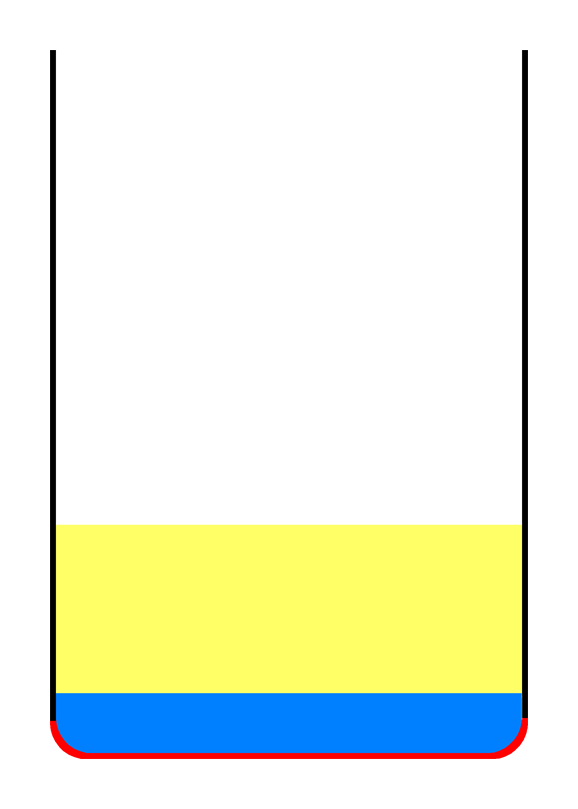
Water is dichter dan olie en zinkt naar de bodem. Het water bereikt snel zijn kookpunt en gaat onmiddellijk over in stoom.
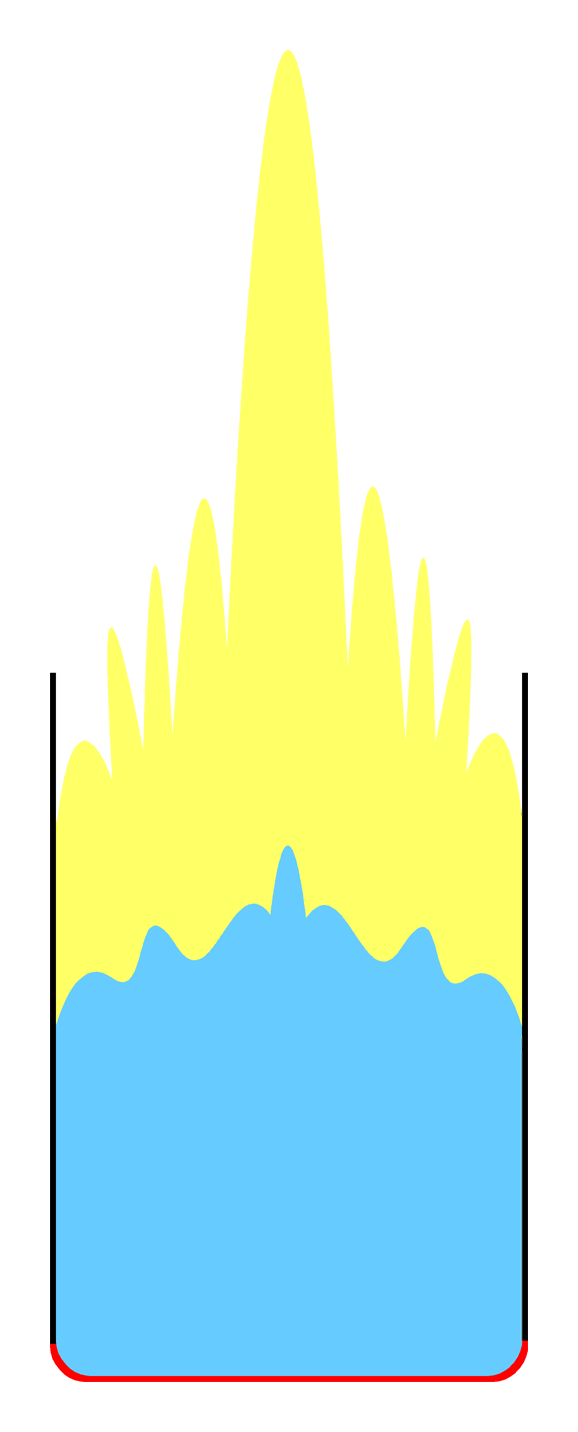
De waterdamp zet snel uit en lanceert een brandende wolk oliedeeltjes uit de pan en in de lucht, waar het oppervlak van de oliedeeltjes zorgt voor een snelle verbranding
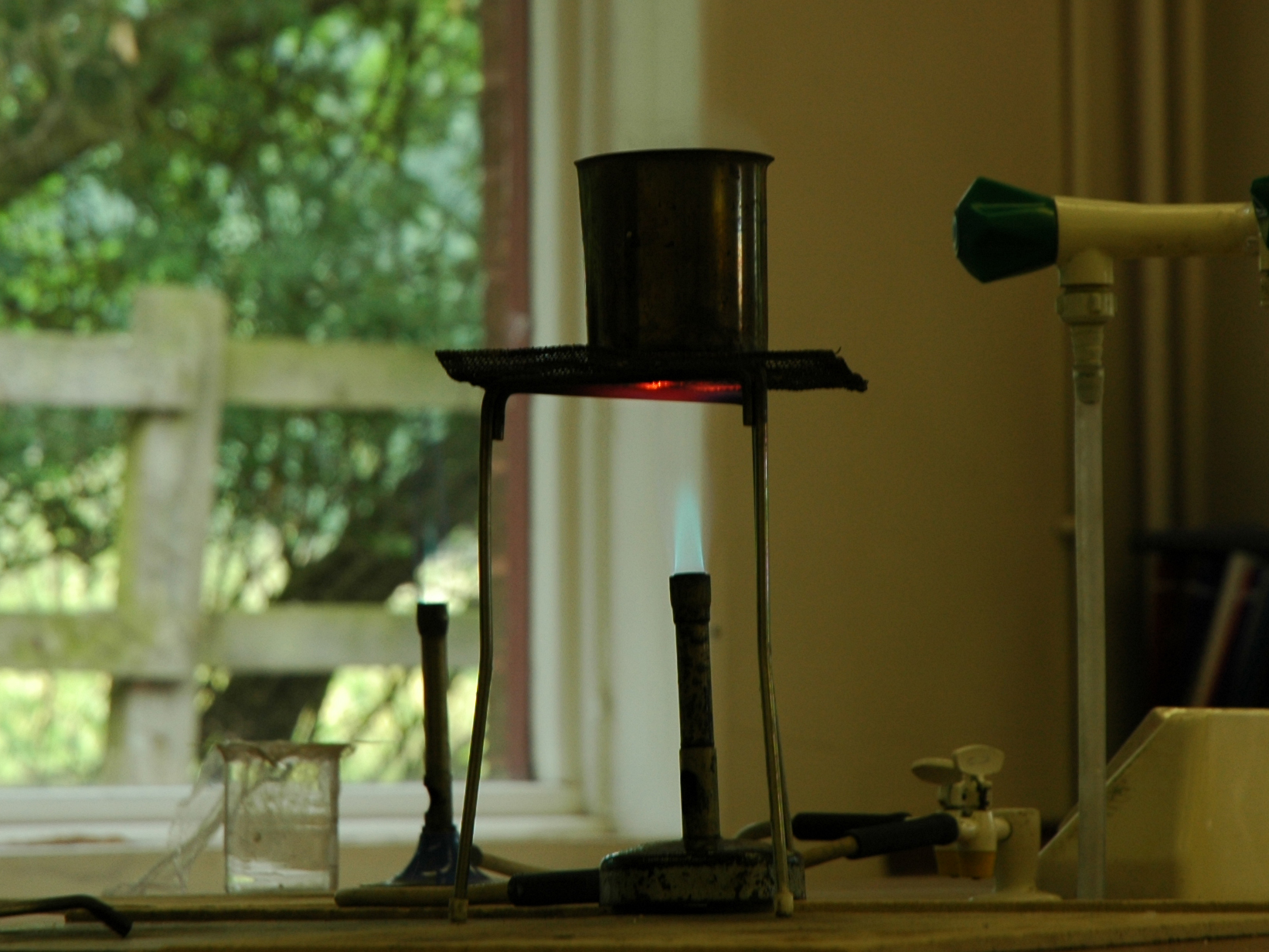
In een experiment wordt olie opgewarmd tot boven de zelfontbrandingstemperatuur
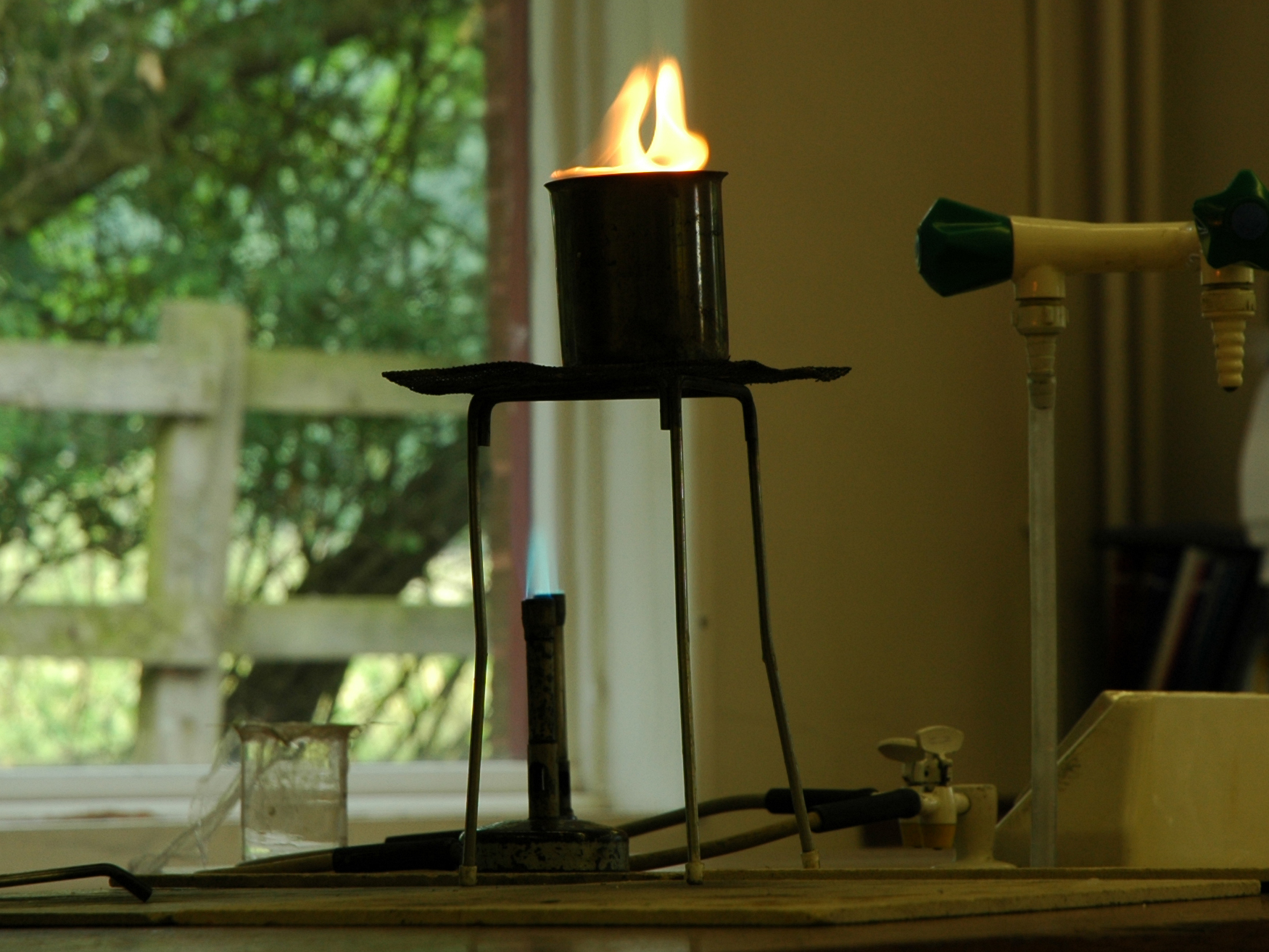
De olie ontbrandt
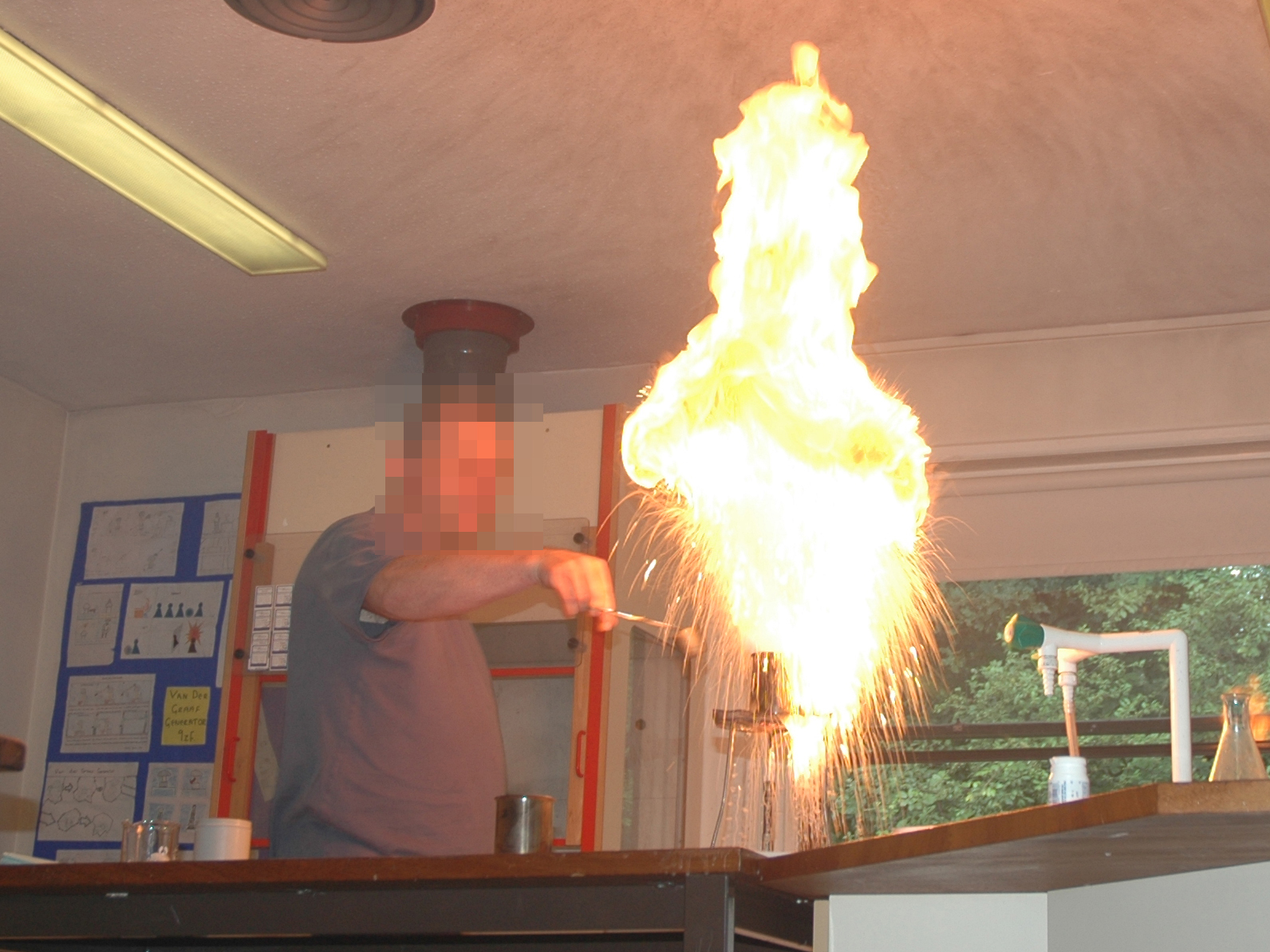
Een klein beetje water in de olie zorgt voor een vuurbal
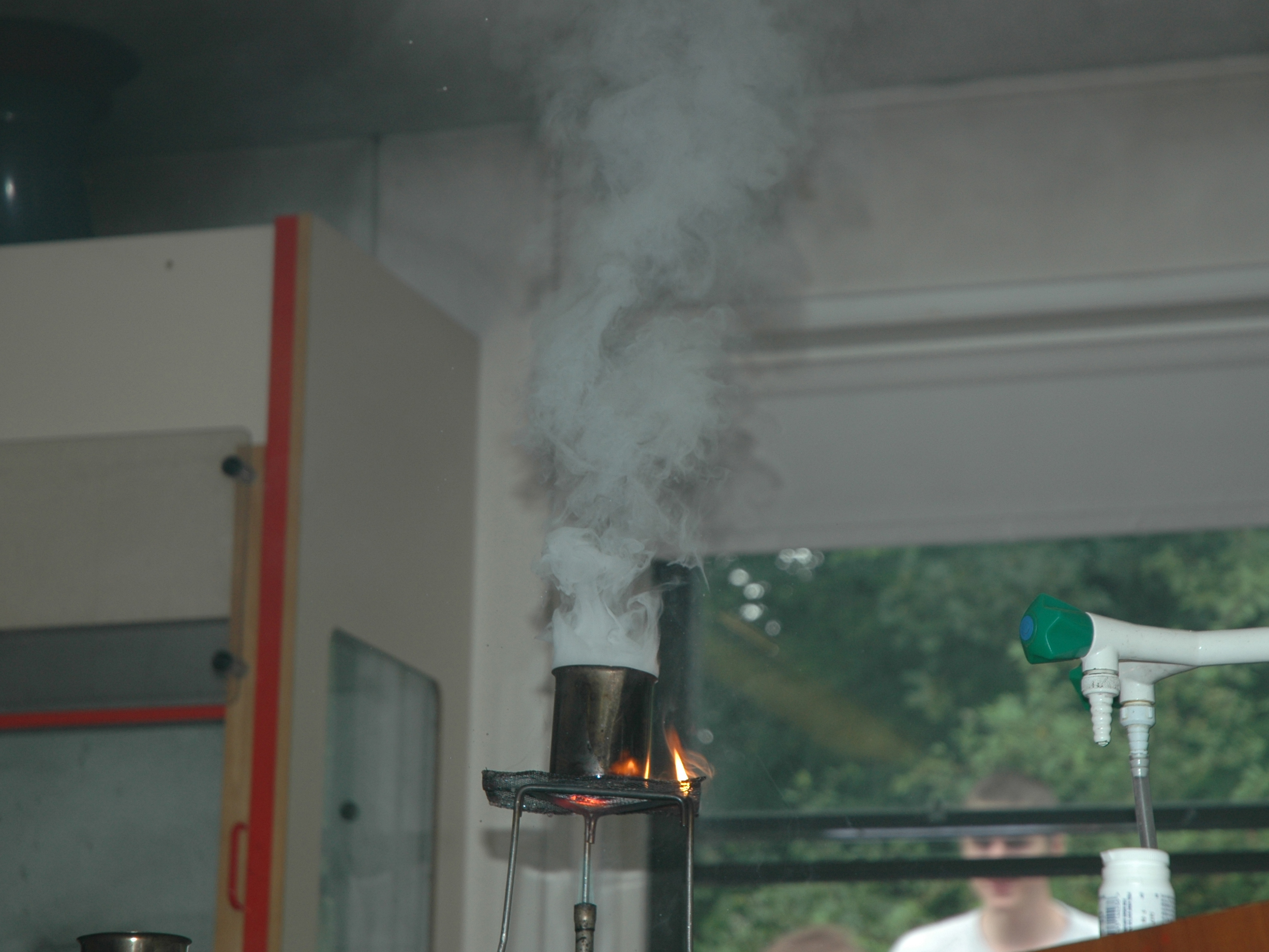
Als de olie opgebrand is, dooft het vuur door gebrek aan brandstof

## Preventie
De beste methode van preventie is voorkomen dat vet te heet wordt. Dit kan door een elektrische frituurpan te gebruiken in plaats van een conventionele metalen pan op een fornuis. Frituurpannen bevatten elektronica, zoals een thermostaat, om te voorkomen dat er gevaarlijke situaties ontstaan. Het is hierbij wel belangrijk om na gebruik de stekker uit het stopcontact te trekken en de pan volledig te laten afkoelen alvorens deze op te ruimen. Een goed en veilig alternatief voor een elektrische frituurpan is het gebruik van een airfryer. Deze gebruikt hete lucht om voedsel op te warmen, waarbij men zelf kan bepalen of men olie toevoegt. 
Een tweede maatregel is voorkomen dat er te veel vet in een pan gegoten wordt, waardoor het kan overkoken. Ook is het belangrijk om schoon vet te gebruiken en in het algemeen voorzichtig om te gaan met een pan met vet.

## Andere betekenissen
De term vlam in de pan zou afkomstig kunnen zijn van het gebruik van een snaphaan, een vuursteengeweer. Als de trekker van een snaphaan wordt overgehaald schampt een stukje vuursteen langs een ijzeren plaatje. Daardoor ontstaat een vonk die in de kruitpan slaat en het buskruit daar doet ontvlammen. Via het zundgat bereikt die vlam  vervolgens ook het kruit dat onder in de loop van het geweer zit.
In bepaalde situaties wordt de term vlam in de pan ook gebruikt om een heftige escalatie van een situatie te omschrijven, zoals bij rellen en dergelijke.